# Maison Ikkoku
Maison Ikkoku är en manga av Rumiko Takahashi. Serien har även animerats. 

## Handling
Yusaku Godai är en fattig student som bor på pensionatet Maison Ikkoku. När mangan börjar, får pensionatet en ny hyresvärd, Kyoko Otonashi. Under handlingens gång utvecklas förhållandet mellan de två. Förhållandet kompliceras av olika saker. Bland annat Maison Ikkokus färgstarka hyresgäster som ständigt ställer till det för Yusaku, och det faktum att Kyoko tidigare varit gift men förlorat sin make. Det finns även andra hinder i form av andra personer som är intresserade av Yusaku och Kyoko.